# Dienia volkensii
Dienia volkensii är en orkidéart som först beskrevs av Rudolf Schlechter, och fick sitt nu gällande namn av Mark Alwin Clements och David Lloyd Jones. Dienia volkensii ingår i släktet Dienia och familjen orkidéer. Inga underarter finns listade i Catalogue of Life.